# Sperreskalation
Die Sperreskalation (engl. lock escalation) beschreibt das Verhalten eines Datenbankmanagementsystems, wenn innerhalb des Systems mehr Sperren angelegt werden sollen, als das System zu verwalten in der Lage ist.
In diesem Fall werden mehrere feiner granulierte Sperren auf kleinere Datenobjekte in eine einzige gröber granulierte Sperre auf ein größeres übergeordnetes Datenobjekt umgewandelt. Bei diesen Datenobjekten kann es sich um Datensätze oder Tabellen handeln.